# Hoch Geissberg
Hoch Geissberg är en bergstopp i Schweiz.   Den ligger i kantonen Uri, i den centrala delen av landet, 90 km öster om huvudstaden Bern. Toppen på Hoch Geissberg är 2 395 meter över havet, eller 100 meter över den omgivande terrängen. Bredden vid basen är 0,25 km.
Terrängen runt Hoch Geissberg är huvudsakligen mycket bergig. Närmaste större samhälle är Erstfeld, 4,2 km öster om Hoch Geissberg. 
I omgivningarna runt Hoch Geissberg växer i huvudsak blandskog. Runt Hoch Geissberg är det mycket glesbefolkat, med 6 invånare per kvadratkilometer.